# 福岡市立拓殖専門学校 (旧制)
| 福岡市立拓殖専門学校(旧制) | 福岡市立拓殖専門学校(旧制) |
| -------------------------- | -------------------------- |
| 創立                       | 1942年                     |
| 所在地                     | 福岡県福岡市               |
| 初代校長                   | 梶栄次郎                   |
| 廃止                       | 1951年[1]                  |
| 後身校                     | なし[2]                    |
| 同窓会                     |                            |

福岡市立拓殖専門学校 （ふくおかしりつたくしょくせんもんがっこう） は、1942年 （昭和17年） に設立された公立の旧制専門学校。第二次世界大戦終戦後に福岡市立農業専門学校に改組され、さらに福岡県立福岡農業専門学校と改称された後、1951年に廃止された。
本項では、改称後の諸学校を含めて記述する。

## 概要
- 第二次世界大戦中に、大陸・南方で活躍する人材の育成のために設立された実業専門学校。
- 1944年に理科系の学校に改組され、拓殖科・拓殖土木科を設置した。
- 敗戦後の1946年、農業専門学校に改組され、福岡市立農業専門学校と改称した。
- 1949年、福岡市の財政難から福岡県に移管され、福岡県立福岡農業専門学校と改称した。
- 1951年、設備拡充の目処が立たず、新制の高等教育機関に移行することなく廃止された。[2]

## 沿革

### 福岡市立拓殖専門学校時代
- 1942年3月27日： 専門学校令により福岡市立拓殖専門学校設立認可。
  - 本科 修業年限3年の実業専門学校。学年定員100名。
- 1942年5月： 1日 開校。3日 開校式挙行。
- 1944年4月?： 理科系学校に改組。本科に拓殖科・拓殖土木科を設置。
  - 拓殖科 （学年定員80名）、拓殖土木科 （同40名）。

### 福岡市立農業専門学校時代
- 1946年2月1日： 福岡市立農業専門学校と改称。
  - 本科に農科・農業土木科・農業経済科 （学年定員計150名） を設置。
- 1946年2月10日： 学生大会、教育条件の改善を求める決議。
  - 名称は農業専門学校 （農専） となったが、農業系教授は 2、3人しかおらず、大半は文科系教官だった。学生大会は、(1) 専任校長任命　(2) 農科系教官増員　(3) 文科系教官退官　(4) 設備改善　の4点を要求したが、学校側が態度を保留していたため、4月25日に同盟休校に突入した。専任校長が任命され、改善計画を示したことで 6月4日にようやく解決した。
- 1947年2月27日： 福岡市会、農専の官立移管建議案を可決。
  - 財政難から国への移管を要望したが、すでに九州大学農学部があるため、文部省からは断られた。
- 1949年7月18日： 福岡市会、農専の県立移管を可決。

### 福岡県立福岡農業専門学校時代
- 1949年8月1日： 福岡県へ移管され、福岡県立福岡農業専門学校と改称 （福岡県条例第61号）。
  - 2年制課程のみの募集となる （3年制の他の旧制専門学校と同じ）。
- 1951年3月31日： 福岡県立福岡農業専門学校、廃止 （福岡県告示第354号）。
  - 同日、福岡県立高等学校（戦後特設高等学校）・福岡県立歯科医学専門学校、(現・九州歯科大学・福岡県女子専門学校 （現・福岡女子大学） も廃止された。
  - 代替の教育機関として、また将来の短期大学設置を目指して、4月1日新制福岡県立筑紫野高等学校に専攻科 （2年制） を設置。

## 歴代校長
福岡市立拓殖専門学校
- 初代： 梶栄次郎 （1942年5月 - ? ）
  - 陸軍少将

福岡農業専門学校（市立・県立）
- 校長事務取扱： 畑山四男美 （1946年2月 - ? ）
  - 当時の福岡市長
- 初代： 木村修三
  - 九州帝国大学教授
- 第2代： 田中義麿
- 第3代： 田中富太郎 （ ? - 1951年3月）
  - 廃校時の校長。福岡農専廃校により、新制佐賀大学文理学部農学科教授に転じた。のち、同大学農学部[注釈 1]初代学部長。

## 校地の変遷と継承
福岡市立拓殖専門学校創立時には、福岡市堅粕町御馬町 （現・福岡市博多区東比恵2丁目） にあった福岡商業学校 （現・福岡市立福翔高等学校） 校舎を仮校舎とした。1944年、軍の要請により私立泰星中学校跡地 （福岡市平尾杉谷、現・中央区平尾） に移転 （旧堅粕校舎には九州帝国大学附属工業専門部が設置された）。第二次大戦敗戦後の 1945年12月、福岡市立松原国民学校跡に移転 （現・福岡市立千代中学校校地、博多区千代）。
千代校舎時代の1946年2月、農業専門学校に改組された。千代校舎も1948年に新制千代中学校校舎となり、1949年8月、福岡県への移管とともに元の堅粕校舎に戻った。福岡県立福岡農業専門学校の設置位置は、条例上は 「筑紫郡二日市町大字二日市日出町66番地」 とされているが[3]、実際には堅粕から移転することができないまま廃校を迎えた。旧堅粕校舎は、現在は東福岡高等学校校地となっている。

## 関連書籍
- 福岡県教育百年史編さん委員会（編）　『福岡県教育百年史　第四巻 : 資料編　昭和II』　福岡県教育委員会、1979年10月、200頁、266頁。
- 『福岡市史　第四巻 : 昭和編前編（下）』　福岡市、1966年、429頁-430頁。
- 『福岡市史　第七巻 : 昭和編後編（三）』　福岡市、1974年、766頁-772頁。
- 『佐賀大学農学部二十五年史』　佐賀大学農学部創立25周年記念事業会、1980年7月。
- 西日本新聞社福岡県百科事典刊行本部（編）　『福岡県百科事典』　西日本新聞社、1982年11月、「福岡農業専門学校」 の項。